# Drünken Bastards
A Drünken Bastards egy magyar speed/thrash/black/punk zenekar, amit 2004-ben alapított Zalaegerszegen Pete "Gunfire" Fire és Blizzard/Trash Captain. Az első tagok Blizzard és Fire mellett Martin B. Hellspike és Nihilist voltak.  A zenekar első koncertjét a zalaegerszegi Grabowsky klubban játszotta 2007-ben, közösen a japán legendával Yasuyuki Suzuki-val, a Barbatos és az Abigail alapítójával. A zenekar első albumán hallható obskúrús, nyers hangzással és a Magyarországon szokatlan, agresszív szövegvilággal tört be a hazai underground metal színtérre, az évek során azonban technikailag sokat fejlődött a zenekar, a szövegek témái viszont nem sokat változtak. A zenekar jelenleg a negyedik teljes albumán dolgozik és megjelenés alatt áll a harmadik nagylemez, a Motherfucker in the Sky

## Diszkográfia

### Teljes albumok
| Cím                     | Kiadás Dátuma | Kiadó                       | hanghordozó |
| ----------------------- | ------------- | --------------------------- | ----------- |
| Posercrusher            | 2007          | Metal ör Die                | CD          |
| Posercrusher            | 2009          | Stygian Shadows Productions | kazetta     |
| Horns of the Wasted     | 2010          | Hell's Headbangers          | CD          |
| Posercrusher re release | 2011          | Metal ör Die                | CD          |

### Split-ek
| Közreműködő zenekarok | Cím                        | Kiadás Dátuma | Kiadó        | hanghordozó |
| --------------------- | -------------------------- | ------------- | ------------ | ----------- |
| Barbatos (JAP)        | Barbatos Hungarian Legions | 2008          | Metal ör Die | CD          |
| Rötten (MEX)          | Global Nuclearism          | 2009          | Metal ör Die | CD          |

### Válogatás
| Cím               | Kiadás Dátuma | Kiadó                   | hanghordozó |
| ----------------- | ------------- | ----------------------- | ----------- |
| Fantomania Vol 2. | 2009          | Metal ör Die            | CD          |
| Have a brutal day | 2008          | Corpsefire & Neverheard | CD          |

### Bootleg
| Cím                                                           | Kiadás Dátuma | Kiadó               | hanghordozó |
| ------------------------------------------------------------- | ------------- | ------------------- | ----------- |
| Drünken Bastards – The boys are back in town official bootleg | 2011          | Setting Sun Records | kazetta     |